# Kappa Draconis
Kappa Draconis (κ Draconis, κ Dra) è una stella di magnitudine 3,88 visibile nella costellazione del Dragone, distante 489 anni luce dal sistema solare.

## Osservazione
Si tratta di una stella situata nell'emisfero celeste boreale; la sua declinazione fortemente settentrionale (+69° 47′) la rende ben visibile dalle regioni dell'emisfero nord del nostro pianeta, ove appare circumpolare più a nord della latitudine 21°. Dall'emisfero sud risulta invece parzialmente visibile solamente per una piccola fascia prospiciente l'equatore. Essendo di magnitudine apparente 3,88, risulta facilmente osservabile ad occhio nudo, a patto di avere a disposizione un cielo buio.
Il periodo migliore per la sua osservazione nel cielo serale ricade nei mesi estivi, in cui la costellazione transita in meridiano a mezzanotte, ma, data la natura circumpolare, dall'emisfero nord è agevolmente osservabile durante tutto l'anno.

## Caratteristiche fisiche
Kappa Draconis è una gigante blu di tipo spettrale B6IIIe; la e nella sua classificazione sta a significare che la stella presenta nel suo spettro delle linee di emissione a certe lunghezze d'onda. La stella è infatti catalogata come stella Be e variabile Gamma Cassiopeiae e, come le altre stelle di questo tipo, ruota molto velocemente su se stessa ed è circondata da un disco di materia espulsa. Nel caso di Kappa Draconis la velocità di rotazione è di 230 km/s.
La stella ha terminato da poco, o sta per terminare, l'idrogeno interno al suo nucleo da trasformare in elio, e nel prossimo mezzo milione di anni aumenterà la sua luminosità, entrando nello stadio di gigante rossa. Essendo una variabile Gamma Cassiopeiae, la stella cambia la sua luminosità in brevi periodi di tempo, passando dalla magnitudine 3,82 alla 4,01. Alcune variazioni nel suo spettro suggeriscono anche che sia una binaria spettroscopica, nonché variabile Beta Lyrae. Tuttavia, queste variazioni potrebbero anche dipendere dall'alta velocità di rotazione e dal disco che la circonda.